# The Kerry Gow
The Kerry Gow er en amerikansk stumfilm fra 1912 af Sidney Olcott.

## Medvirkende
- J.J. Clark som Dan O'Hara
- Alice Hollister som Nora Drew
- J.P. McGowan som Valentine Hay
- Robert G. Vignola som Darby O'Drive
- Jack Melville som Raymond Drew